# مقاطعة نانس (نبراسكا)
مقاطعة نانس (بالإنجليزية: Nance County)‏ هي إحدى مقاطعات ولاية نبراسكا في الولايات المتحدة الأمريكية.